# ブラックバイト
ブラックバイト（英語：exploitative part-time jobs）とは、日本に存在するアルバイトのうち違法性のあるもの、つまり「ブラック企業のアルバイト版」と言える。具体的には「学生が学生らしい生活を送れなくなってしまうアルバイト」を指す。例えば18歳未満の労働者は、22時から5時までのいわゆる「深夜帯労働」が禁止されている。また、18歳以上の労働者についても1週間で40時間以上（休憩時間を除く）1日で8時間以上（休憩時間を除く）の労働が禁止されている。

## 概要
ブラック企業になぞらえ、2013年（平成25年）に、中京大学国際教養学部の大内裕和教授が提唱した。これは、学生や生徒の大多数が法令（特に刑事法・労働法）に無知であることにかこつけ、残業代・割増賃金不払い（サービス残業、長時間労働）、休憩時間を与えないなどの労働基準法違反、学生や生徒に契約内容と違った業務をさせたり、「ノルマ達成が当たり前」を口実に販売数や売上に厳しいノルマを課したり、高校や大学の定期試験期間であっても休ませてくれないなど、学生の学業との両立を妨げるアルバイトのことを指す。
人件費削減のために正社員雇用を減らし、アルバイトに負担をかけてその穴埋めをさせようとするといったブラック企業は数多く存在する。正社員と同じ仕事内容で賃金が低いままなら正社員として働くのは自然な流れだが、ブラックバイトは退職を引き止め就職すら許してくれない場合がある。
今野晴貴は、大学生を狙うブラックバイトの特徴として、以下の3点を挙げた。
- 学生の戦力化 - 職場で「戦力」として扱われ、学生ではなく労働者のような生活を余儀なくされる。
- 安くて従順な労働力 - 労働者ではなく学生や子どもとして扱われ、法律に準拠した給与が支払われず、上下関係で支配される。
- 一度入ると辞められない - 辞めたいと思っても、上下関係や暴力によって辞めさせてもらえない。

ブラックバイトが増加している背景には、本来は正社員または契約社員に任せるべき業務を人件費（賃金）削減のため、派遣社員やパートタイム労働者の割合を多くして代替させるといった経営方針が存在する。

## 社会の対応
ブラックバイトの存在は社会問題となっており、各方面からの批判も数多く存在している。ブラックバイト問題に対して、厚生労働省は、ブラックバイト雇用者の事例を一般公開しているほか、一般社団法人日本経済団体連合会、日本商工会議所、全国中小企業団体中央会に対して、労働基準関係法令の遵守やシフト設定などへの配慮を要請した。特に、個人塾業界・コンビニ業界・飲食業界に対しては、個別に要請文を発している。
また、厚生労働省がブラックバイトから学生を守る取り組みである「アルバイトの労働条件を確かめよう！」キャンペーンを全国で実施している。新入学生（大学1年）を対象にアルバイトを始める人が多い4月～７月に労働法の啓発や監督指導等に取り組んでいる。（厚生労働省HP）
ブラックバイト被害を受けた学生を支援するため、全国でブラックバイトユニオンが結成され、雇用主との交渉を行っている。さらに、ブラック企業被害対策弁護団との連携や高校・大学の教員との連携も進められている。『FACTA』は、ブラックバイトユニオンについて、単なる学生の労働組合ごっこではなく、外食業界やコンビニ業界の脅威となっていると報道した。
提唱者の大内裕和教授は、2015年（平成27年）5月29日に、NHK総合テレビジョンで放映された『視点・論点 「広がる"ブラックバイト"」』で詳細に説明している。

## 関連事件
ディズニーランドパワハラ事件
2018年7月20日、千葉県浦安市の東京ディズニーランドでキャラクターの着ぐるみを着てショーやパレードに出演してきた女性社員2人が過重労働やパワハラにより体調を崩し、運営会社が安全配慮義務を怠ったためだとして、損害賠償を求める訴訟を起こした。
すき家ワンオペ事件
2022年1月17日、愛知県にある牛丼チェーン店「すき家」でパート女性が1人で店舗を切り盛りするワンオペ勤務中に倒れ、3時間放置された後に死亡する事件が起きた。
「しゃぶしゃぶ温野菜」大学生刺傷事件
しゃぶしゃぶ温野菜のフランチャイズ店舗でアルバイトをしていた大学生が長期間にわたり当時の店長から日常的に暴力や脅迫を受けていたほか違法な労働を強いられており、2015年5月頃に店長が勤務中の大学生の左胸を包丁で刺した事件。

## 書籍
- NPO法人アジア太平洋資料センター『ブラックバイトに負けない！―クイズで学ぶしごとのルール』（2014年）[13]
- 大内裕和、今野晴貴『ブラックバイト』（2015年04月、堀之内出版）ISBN 978-4-906708-57-4 C0036[14]
- あさいもとゆき／かみやナエこ／斉藤ふみ／たみ／長月まお／やまもとしゅうじ／山本幸男『マンガ ほんとに怖いブラックバイト 大学に通うためにバイトしてるのに、バイトのせいで大学に通えない件』（2014年12月5日、宝島社）ISBN 978-4-8002-3436-0[15]
- 今野晴貴『ブラックバイト－学生が危ない』（2016年4月、岩波新書）ISBN 978-4004316022。